# Jan Moons
Pour les articles homonymes, voir Moons.
Jan Moons, né le 26 septembre 1970 à Heist-op-den-Berg en Belgique, est un footballeur international belge qui joue au poste de gardien de but.

## Biographie

### En club
Jan Moons défend les buts du Lierse où il est Champion de Belgique en 1997, avant de rejoindre le Germinal Ekeren, qui devient par la suite le Germinal Beerschot. 
À partir de 2000, il joue au KRC Genk. Il remporte le titre une deuxième fois en 2002 avec cette équipe. Titulaire indiscutable pendant quatre saisons, il se retrouve en concurrence avec Logan Bailly à partir de 2005.
Il retourne à Lierse au début de 2007 puis au Germinal Beerschot pour la saison 2008-2009. 
Jan Moons est transféré en juillet 2009, au RCS Visé, club de Division 3. Son nouveau club remporte son Championnat et monte en Division 2.
En septembre 2010, il rejoint l'Overpeltse VV, équipe évoluant en Promotion C. Il met un terme à sa carrière professionnelle en fin d'année.

### En sélections nationales
Il est sélectionné sept fois en équipe de Belgique de 2001 à 2005 sans toutefois jamais jouer. Il dispute toutefois une rencontre avec les aspirants en 1999.

## Palmarès
- Champion de Belgique en 1997 avec le Lierse SK et en 2002 avec le KRC Genk